# Кабачигурт
Кабачигурт — деревня в Игринском районе Удмуртской Республики. Центр Кабачигуртского сельского поселения.

## Название
Название деревни образовано из двух удмуртских словː „кабачи“ — женский вышитый нагрудник и „гурт“ — деревня, поселение.

## География
Деревня находится в 13 км восточнее районного центра (село Игра) по автодороге Р242 на берегу реки Лоза.
В деревне 10 улицː Берёзовая, Заречная, Лесная, Луговая, Молодёжная, Прудовая, Родниковая, Трактовая, Труда и Школьная.

## Население
| 2010 | 2012 |
| ---- | ---- |
| 472  | ↗475 |